# Eisenstadt
Eisenstadt (en hongarès: Kismarton, en croat: Željezni grad, Željezno, en eslovè: Železno) és una ciutat estatutària d'Àustria i és la capital de Burgenland. Té una població de 14.339 habitants (2017). Eisenstadt es troba en una plana que baixa fins al riu Wulka, al sud de la serra coneguda com a Leithagebirge, a uns 12 km de la frontera hongaresa.

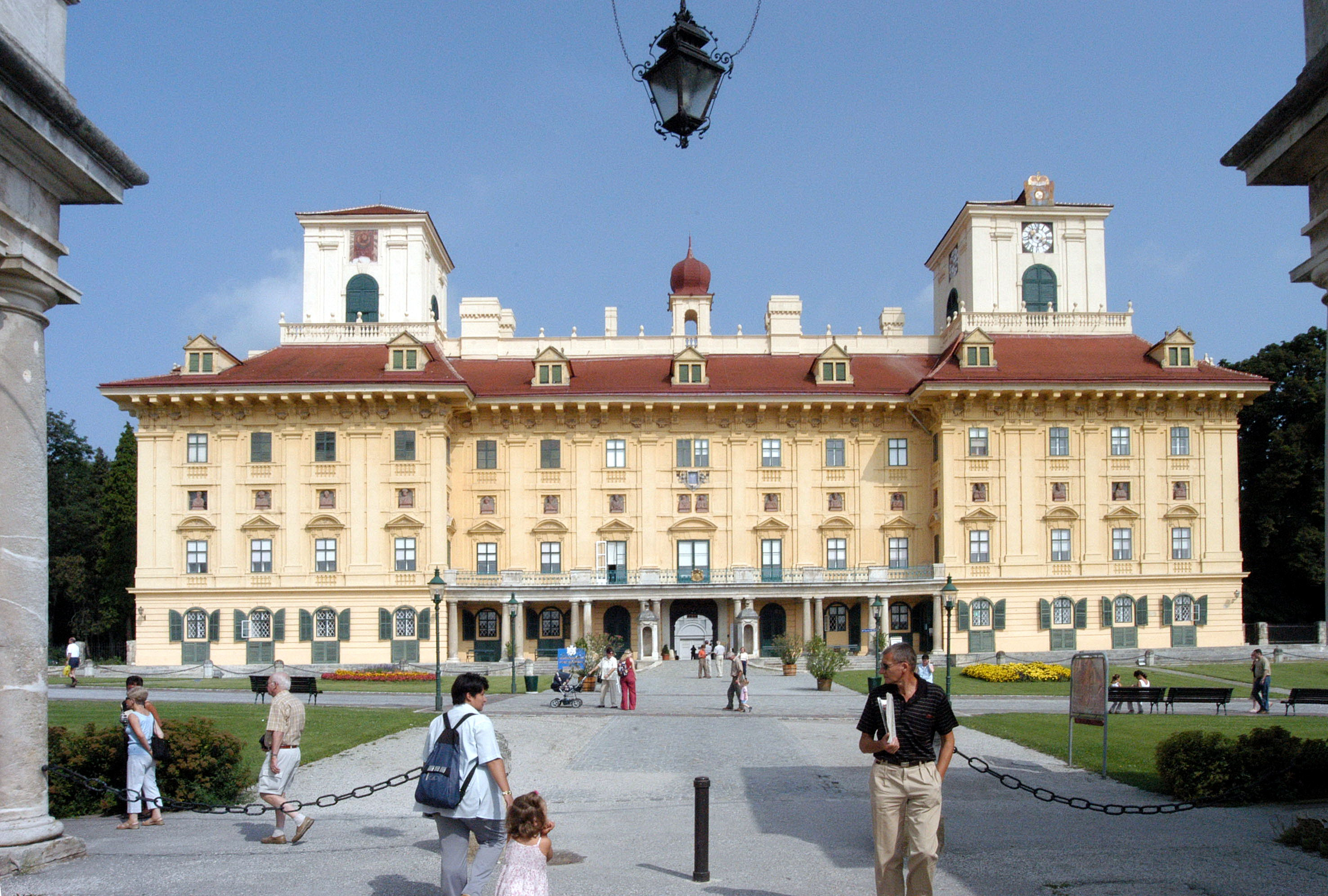
Vista del Castell Esterházy

## Persones d'Eisenstadt
- Joseph Weigl (1766-1846), compositor
- Andreas Ivanschitz (1983-), futbolista